# Luitpoldstraße 16 (Prichsenstadt)

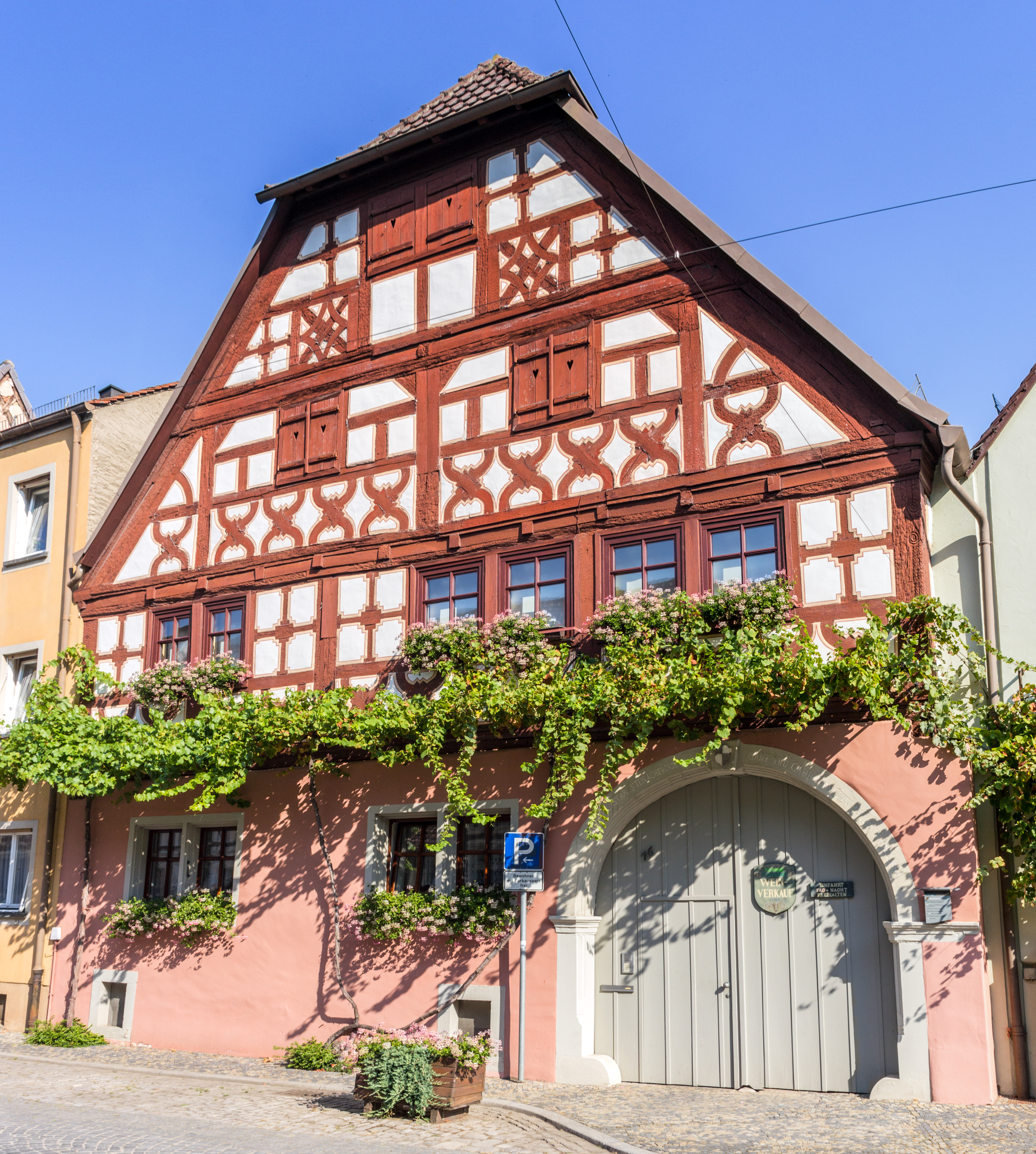
Das Haus Luitpoldstraße 16

Das Haus Luitpoldstraße 16 (früher Hausnummer 115) ist ein denkmalgeschütztes Gebäude in der Kernstadt des unterfränkischen Prichsenstadt. Das Haus wurde wohl vom gleichen Zimmermann errichtet, der auch am Haus Karlsplatz 2 arbeitete und gilt als letzter giebelständiger Bau in der Altstadt.

## Geschichte
Das Haus in der heutigen Luitpoldstraße wurde bereits im 16. Jahrhundert als Gerberanwesen genutzt. Erstmals namentlich wurde im Jahr 1599 der Besitzer Melber genannt. Er betrieb einen Lederwarenverkauf in dem Haus und war zugleich Gastwirt. Ähnlich wie im Haus Schulinstraße 7 fehlte im Anwesen die Möglichkeit, Häute zu gerben, sodass davon auszugehen ist, dass dort lediglich die Verkaufsräume untergebracht waren.
Das heutige Anwesen entstand in der zweiten Hälfte des 17. Jahrhunderts. Wahrscheinlich war der Vorgängerbau im Dreißigjährigen Krieg zerstört oder stark beschädigt worden. Bauherr war der Rotgerber Caspar Steinacher, der sich mit folgender Inschrift am Schlussstein des Tores verewigte: „ANNO 1671 VORWAHR/ BAUT ICH CASPAR/ STEINACHER DISES HAUS/ GANZ UND GAHR/ VON GRUND HERAUS/ IN EINEM JAHR.“ Größere Veränderungen an der Bausubstanz wurden bei einem Umbau 1948 vorgenommen.

## Beschreibung
Das Haus Luitpoldstraße 16 wird vom Bayerischen Landesamt für Denkmalpflege als Baudenkmal eingeordnet. Untertägige Reste von Vorgängerbauten sind als Bodendenkmal registriert. Das Haus ist außerdem Teil des Ensembles Altstadt Prichsenstadt. Es besteht aus einem zweigeschossigen Wohnhaus und einer Scheune im Norden des Grundstücks. Der giebelständige Hauptbau besitzt ein massiv errichtetes Erdgeschoss mit Hofzufahrt, ein Fachwerkobergeschoss und schließt mit einem Schopfwalmdach ab.
Das rundbogige Hoftor im Erdgeschoss ist von einer profilierten Einfassung mit Kämpfergesimsen umgeben. Das ansbachische Wappen und eine Inschrift im Schlussstein verweisen auf den Stadtherrn, die Bauzeit und den Bauherren. Die Haustür aus einem Umbau des 18. Jahrhunderts wurde 1948 beseitigt. Der heutige Eingang befindet sich in der Hofzufahrt. Oberhalb der Tür sind das Gerberzeichen mit den Schabeisen, das Monogramm „KS“ und die Inschrift „GOT BEHUTTE DISES HAUS/ UND ALLE DIE GEHEN EIN UND AUS“ angebracht.
Der Fachwerkoberbau hat keine Verstrebungen, im Dachgeschoss kann man Kopfdreiecke entdecken. Zwischen dem Oberstock und dem Giebelansatz befindet sich eine Stichbalkenanlage. Die Innenaufteilung des Hauses ist gut am Außenbau ablesbar. Die Stube wird von einer Vierfenstergruppe belichtet. Die Fenster sind durch genaste Feuerböcke in der Brüstung, Krückenkreuz und Sternkreuze im Giebeldreieck hervorgehoben.
Die Innenräume mit einer freitragenden Spindeltreppe stammen noch weitgehend aus der Errichtungszeit. In den 1940er Jahren wurde die Raumaufteilung verändert. Das dreigeschossige Dach ist mit einer Blocktreppe erreichbar. Das Haus hat im Untergeschoss einen Balkenkeller, die Scheune einen tonnengewölbten Keller. Im Innenhof befindet sich ein Laubengang.